# Годинник зупинився опівночі
«Годинник зупинився опівночі» (рос. «Часы остановились в полночь») —  радянський художній фільм, поставлений на кіностудії «Білорусьфільм» у 1958 році режисером Миколою Фігуровським.
На основі справжніх подій, що відбувалися в окупованому нацистами Мінську.

## Сюжет
Загону партизанів під керівництвом вчительки Ганни Чорної та за участі недосвідченої розвідниці Марини Казаніч належить знищити мінського гауляйтера Вільгельма фон Кауниця.

## У ролях
- Маргарита Гладунко
- Дмитро Орлов
- Євгенія Козирєва
- Павло Пекур
- Зінаїда Броварська
- Микола Свободин
- Юрій Боголюбов
- Євген Карнаухов
- Анатолій Адоскін
- Здислав Стомма
- Леонід Рахленко
- Лідія Ржецька
- Володимир Кудревич
- Тамара Трушина

## Творча група
- Сценарій: Алесь Кучар, Микола Фігуровський
- Режисер: Микола Фігуровський
- Оператор: Володимир Окуліч
- Композитор: Ісаак Любан